# Église Notre-Dame de Richelieu
L'église Notre-Dame de Richelieu est située à Richelieu. 

## Historique
Édifiée par Pierre Lemercier, selon les plans de son frère Jacques Lemercier dans le style classique entre 1633 et 1639, elle s'inscrit dans le grand plan d'urbanisme mené par le cardinal de Richelieu à partir de 1631. En 1638, le cardinal passe une accord avec les Lazaristes pour qu'ils se chargent de tenir la paroisse. Le même année, Pierre Lemercier se tue en tombant d'un échafaudage. Ses plans et élévations s'inscrivent parfaitement dans la manière de bâtir les églises au début du XVIIe siècle, à la suite des modèles italiens, que Lemercier contribue à adapter au goût français. 
Les statues des quatre évangélistes sont commandées en 1761 au sculpteur Fleurant Lecomte. La Révolution supprime les autels et les armoiries du cardinal, en particulier au fronton et au dessus de la porte principale, mais aussi à l'intérieur de l'église. 
L'église abrite un orgue construit en 1853 par Louis Bonn, facteur d'orgue bavarois immigré en France. C'est le seul instrument de ce facteur d'orgue jamais modifié depuis sa construction.
L'église fait l’objet d’un classement au titre des monuments historiques par arrêté du 27 octobre 1921.

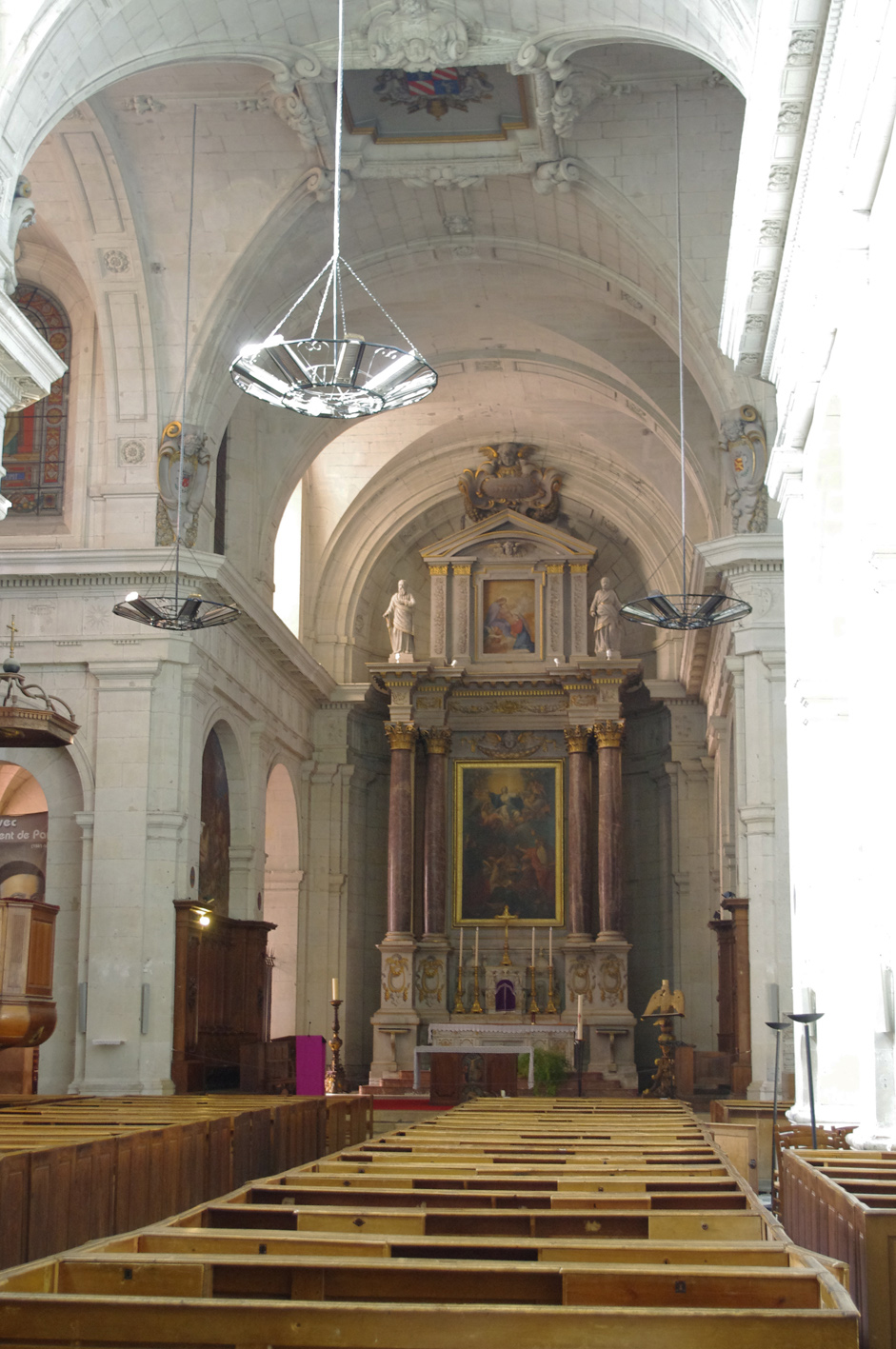
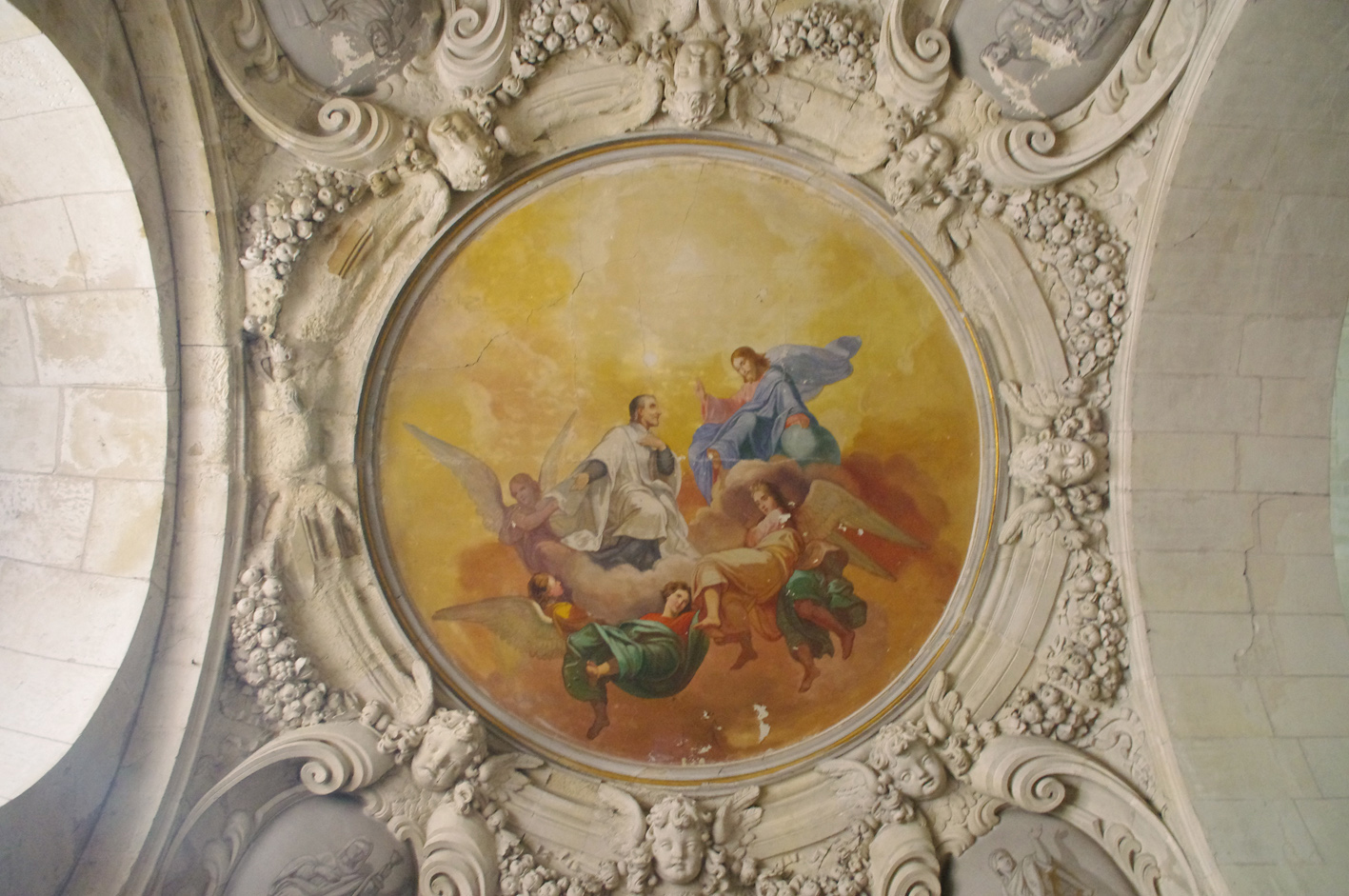
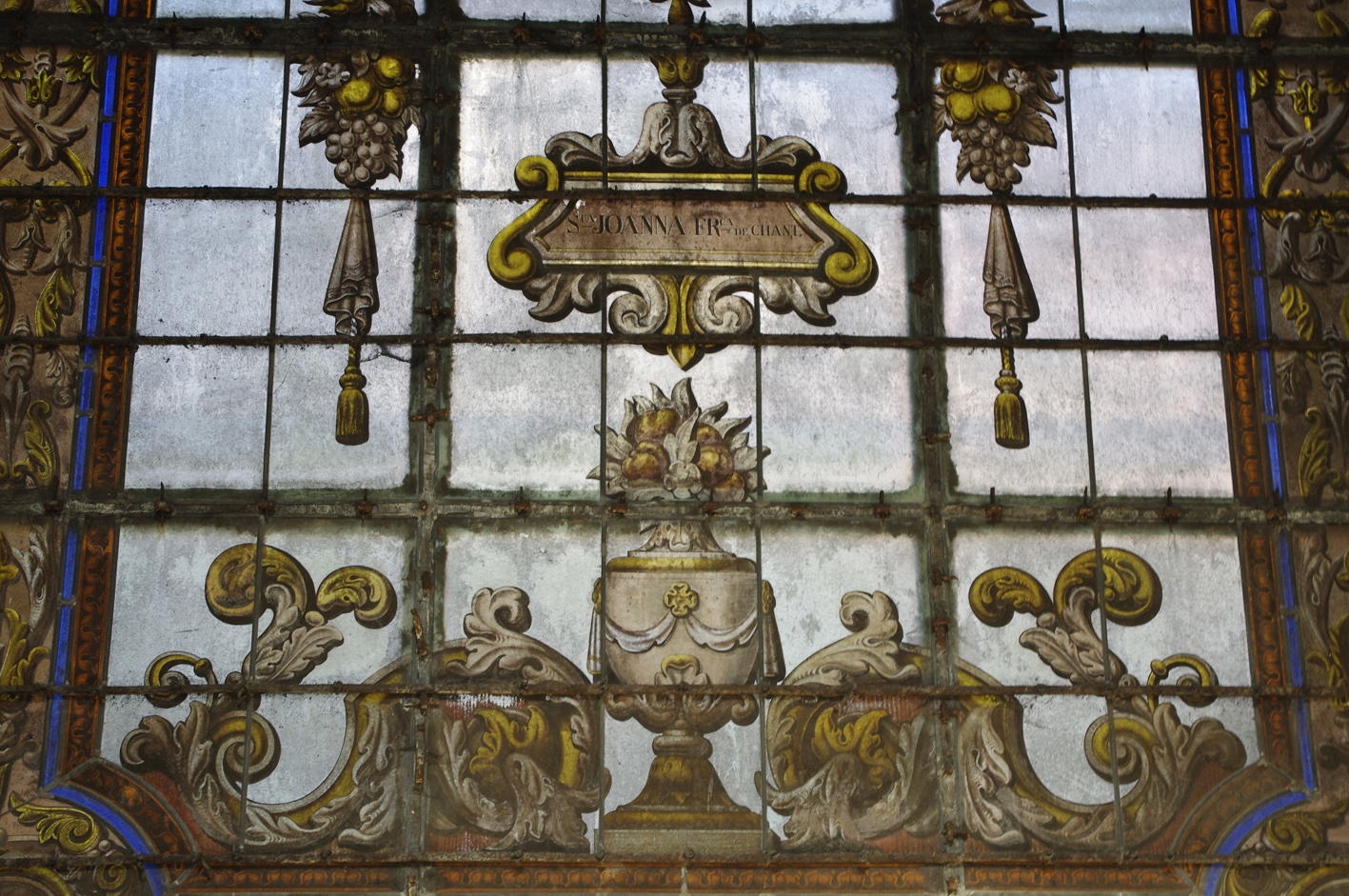